# Plinio Martini
Plinio Martini, né à Cavergno le 4 août 1923 et mort à Cavergno le 6 août 1979, est un écrivain et poète suisse de langue italienne.

## Biographie
Plinio Martini est le deuxième de huit enfants et grandit dans un milieu modeste. Après l'École normale de Locarno, Martini enseigne d'abord à l'école primaire de Cavergno et ensuite à l'école secondaire de Cevio. Ses écrits sont inspirés par la vie des habitants du Val Maggia. 
Largement autodidacte, Martini commence en écrivant des poèmes et des récits pour la jeunesse. Inspiré par les œuvres d'auteurs italiens classiques, comme Leopardi et Pascoli, ainsi que contemporains, par exemple Montale et Ungaretti, il parvient à « assimiler plusieurs modèles et [à] les refondre dans une écriture toute personnelle ». En 1970, Martini publie Au fond du sac (récompense de la Fondation Schiller Suisse), "le roman suisse-italien le plus lu en 500 ans d'histoire de la Suisse italienne". Cet ouvrage raconte la vie menée au Val Bavona au début du XXe siècle, ainsi que l'expérience d'un jeune homme émigrant à l'étranger. En 1975, il écrit son deuxième roman, Requiem pour tante Domenica (livre de la Fondation Schiller Suisse 1977), qui avec Au fond du sac compte parmi ses œuvres les plus connues.
Martini a été membre du Parti socialiste autonome, une dissidence de gauche de la section tessinoise du parti socialiste suisse.
Il meurt à 56 ans, après deux années de maladie.

## Publications
- Paese così, Locarno, Carminati, 1951
- Diario forse d'amore, Locarno, Carminati, 1953
- Storia di un camoscio, Zurigo, Edizioni Svizzere per la Gioventù, 1956
- Acchiappamosche e il maiale, Zurigo, Edizioni Svizzere per la Gioventù, 1962
- Il fondo del sacco, Bellinzona, Edizioni Casagrande, 1970
- Requiem per zia Domenica, Milano, Il Formichiere, 1976
- Delle streghe e d'altro, a cura di Alessandro Martini, Locarno, Dadò, 1979.
- Corona dei Cristiani, a cura di Alessandro Martini, Locarno, Dadò, 1993
- Nessuno ha pregato per noi, Interventi pubblici 1957-1977, a cura di Ilario Domenighetti, Locarno, Dadò, 1999

## En traduction française
- Le fond du sac, trad. de l'italien par Jeannine Gehring, B. Galland, 1977
- Chasse aux sorcières, récits ; trad. de l'italien par Marie-Claire Gérard-Zai, Éditions de l'Aire, 1989
- Requiem pour tante Domenica, trad. de Christian Viredaz, Éditions de l'Aire, 1994
- Poésies inédites, trad. de l'italien par Dominique Hauser, Éditions de l'Aire, 2005